# Присяжнюк Павло Анатолійович
Павло́ Анато́лійович Присяжню́к (нар. 23 грудня 1982, Новоград-Волинський, Житомирська область, Українська РСР, СРСР) — український спортивний функціонер, голова Федерації футзалу міста Києва (ФФзК) (з 2013 року), генеральний директор ТОВ «Джаст Спорт», офіційного дистриб’ютора торгової марки Select Sport в Україні.

## Життєпис
У 2003 році закінчив навчання на механіко-математичному факультеті Київського національного університету імені Тараса Шевченка.
У 2004 році закінчив навчання на факультеті бухгалтерського обліку Національної академії статистики, обліку та аудиту Держкомстату України.
У 2009 році стає комерційним директором ГО «Ukrainian Umbro League». У цьому ж році обійняв посаду генерального директора ТОВ «Джаст Спорт».
У 2010 році став почесним президентом ГО «Асоціація розвитку футзалу м. Києва».
29 березня 2013 року, отримавши голоси 2/3 делегатів (26 чоловік) звітно-виборної конференції ФФзК, Присяжнюк був обраний головою цієї організації.

## Нагороди
Неодноразово нагороджувався грамотами і дипломами Федерації футболу міста Києва.

## Сім'я
Одружений, має двох доньок